# I viziati
I viziati (Pourris gâtés) è un film del 2021 diretto da Nicolas Cuche.
La pellicola è il remake del film messicano Nosotros los Nobles diretto da Gary Alazraki nel 2013.

## Trama
Francis Bartek è un uomo di grandissimo successo, miliardario che ha lavorato duro tutta la vita e che, specie a seguito della prematura morte dell'amata moglie, ha trascurato la crescita dei suoi tre figli.
Di fatto i tre sono viziatissimi, in quanto il padre ha voluto sopperire alle assenze di attenzioni ricoprendoli di beni materiali. In particolare Alexandre è un eterno studente che in realtà salta da un letto ad un altro nel bel mondo di Monte Carlo, Philippe crede di essere un imprenditore ma in realtà dà vita a continue imprese strampalate che sono solo buchi nell'acqua, Stella è la regina della vita mondana ed è corteggiata da molti uomini interessati più alla sua dote che a lei.
Accortosi del fallimento nell'educazione dei figli, Francis escogita un piano estremo e rischioso per rimediare in extremis alle sue mancanze. Inscena un'irruzione della polizia nella villa a Monte Carlo che li costringe a fuggire. Dà spiegazione con il fatto che a causa del suo socio Ferrucio sono stati accusati di frode e hanno praticamente perso tutto. Riparati a Marsiglia nella vecchia casa paterna, ora devono ricominciare da zero e in incognito. Costretti a guadagnarsi da vivere, si metteranno tutti alla prova. Philippe conduce un tuk-tuk con il quale trasporta i turisti nei saliscendi di Marsiglia, Stella trova lavoro come cameriera, Alexandre si mette ad aiutare il padre nella ristrutturazione della casa. Dopo che tutti hanno superato il trauma del cambiamento di vita e stanno apprezzando i valori del guadagno col proprio sudore, giunge Juan Carlos, fidanzato di Stella, che dopo aver atteso a lungo, ha indagato e scoperto il "giochetto" di Francis. Per non svelare lo stesso, si finge il salvatore della famiglia, che ora liberata dai debiti grazie a lui, può tornare alla vita di prima.
Così si chiude la parentesi di "vita da poveri" e Francis, sotto ricatto, deve accettare l'insuccesso. Quando Stella però sta per sposare Juan Carlos, il padre non ci sta più, e nello svelare quanto quell'uomo sia falso e profittatore, salva Stella da un matrimonio certamente infelice, ma finisce per dover confessare la verità sulla fuga a Marsiglia, perdendo la fiducia di tutti i suoi figli.
In realtà, a distanza di tempo, si scopre che i ragazzi hanno appreso la lezione e, ognuno per conto proprio, hanno portato avanti quell'esperienza di lavoro preziosa che era stata indotta forzatamente dal padre, al quale dunque non potranno che essere riconoscenti.

## Distribuzione
Il film in Francia è uscito il 15 settembre 2021 ed è stato poi distribuito internazionalmente su Netflix dal 26 novembre successivo.